# Sytske de Groot
Sytske de Groot, född den 3 april 1986 i Delft i Nederländerna, är en nederländsk roddare.
Hon tog OS-brons i åtta med styrman i samband med de olympiska roddtävlingarna 2012 i London.